# Fresneda de Cuéllar
Fresneda de Cuéllar is een gemeente in de Spaanse provincie Segovia in de regio Castilië en León met een oppervlakte van 11,56 km². Fresneda de Cuéllar telt 176 inwoners (1 januari 2016).

## Demografische ontwikkeling
Bron: INE, 1857-2011: volkstellingen